# Опобо
Опобо (англ. Opobo) — місто в Нігерії та традиційна місто-держава, яка входила в Конфедерацію Аро. Розташоване в дельті Нігера, на лівому березі річки Імо, біля узбережжя затоки Бонні, частини Гвінейської затоки, на південний схід від Порт-Харкорт та  на південь від Ікот-Екпене, за 20 кілометрів на північний схід від Бонні. Входить в район місцевого управління Опобо-Нкоро  штату Риверс.

## Опобо-англійська війна
У 1869 році колишні раби з держави Бонні на чолі з Джа-Джа створили державу Опобо в східній частині дельти Нігеру. Етнічну основу Опобо склав народ іджо. У жовтні 1869 в Мініма (Minima) було укладено угоду про створення Ради з управління Опобо, скарбниці, в яку відраховувалися торгові і судові мита, а також військових загонів. Опобо стало центром боротьби іджо проти британської торговельної та економічної експансії в дельті Нігеру. Джа-Джа належала монополія на торгівлю пальмовою олією в східній частині дельти Нігеру. 
У 1870 році почалася Опобо-англійська війна. Приводом для війни стало те, що Джа-Джа перестав пускати торговців з Бонні в глибинні райони країни .
Дельта Нігеру була центром работоргівлі, тому етнічна територія іджо отримала назву Невільницький берег . Місто Бонні був одним з основних ринків рабів у Західній Африці. На зміну работоргівлі прийшла торгівля пальмовою олією, і вже в 30-х роках XIX століття Бонні великим центром торгівлі цим продуктом. Численні човни торговців з Бонні піднімалися по річці до Ебо (Ігболенду), де олію скуповували у місцевого населення. Продаючи потім її європейцям за значно вищими цінами, африканські посередники забезпечували собі високий прибуток. Великими торговцями були королі й вожді. В середині XIX століття торговий оборот Бонні становив 500 тис. фунтів стерлінгів на рік, а особистий дохід короля від торгівлі пальмовою олією - 15-20 тис. фунтів стерлінгів. Африканці-посередники, які вступали в контакт з населенням глибинних районів, зазвичай віддавали в обмін на пальмову олію і слонову кістку товари, отримані у європейських купців - бавовняні тканини, вогнепальну зброю, металеві вироби тощо. Існувала особлива форма кредиту - «траст». Європеєць давав в кредит («довіряв») африканцеві-посереднику набір товарів на значну суму на строк від шести місяців до року, а іноді й до двох років. Товари надавалися зазвичай африканцям, які користувалися «гарною репутацією», тобто, як правило, великим досвідченим торговцям або початківцям, поручителями яких виступали перші. Але іноді товари давалися в кредит незнайомим особам, що безсумнівно свідчило про прагнення європейців розширювати торгівлю. Вартість товарів англійського виробництва, що надавалися в кредит місцевим торговцям, була досить велика; тільки торговці Бонні в середині XIX століття мали в своєму розпорядженні англійські товари на суму понад 80 тис. фунтів стерлінгів.
У листопаді 1870 флотилія британських катерів обстріляла прибережні поселення Опобо. У 1873 році Велика Британія визнала Опобо і Джа-Джа, як його правителя , був підписаний договір, за яким на території Опобо заборонялося європейцям засновувати торгові факторії. Договір неодноразово порушувався. У 1877-1881 рр. була розширена територія, контрольована Опобо, на сході, в райони, населені ібено і анангу, в 1881-1883 рр. - на півночі, в сторону Охомбела та Азума, на найбагатші ринки пальмової олії в країнах ігбо, в 1884 році - на північному сході, аж до Ессіни , в райони, зайняті ібібіо . У 1884 році Джа-Джа визнав британський протекторат узбережжя Нігеру. До 1885 року в «торгової імперії» була створена єдина система торгівлі, всі нитки якої сходилися до Опобо. У великих торгових центрах існували факторії, склади, фортеці, де знаходилися військові загони. Джа-Джа створив армію з 4 тисяч воїнів-африканців, обмінюючи у європейців на пальмову олію гармати, рушниці та порох. Джа-Джа уклав військовий союз з правителями держав Бонні, Калабар і Брас  (на острові  Брас-Айленд). Формування великого державного утворення іджо і перетворення його в центр консолідації антибританських сил представляло серйозну перешкоду колоніальній експансії . Влітку 1887 року кораблі британської ескадри влаштували морську блокаду Опобо. Джа-Джа підписав договір про необмежену свободу торгівлі для британських компаній в Опобо. На Опобо «поширювалася повна і виняткова юрисдикція британського консула» . У вересні 1887 року катер британського консула з військовим загоном, який прямував для захоплення Опобо, потрапив в засідку африканців. 12 вересня 1887 на переговорах британці захопили Джа-Джа і доставили на британський корабель. Джа-Джа був засланий на острів Сент-Вінсент у Вест-Індії. Після захоплення Джа-Джа, в квітні 1888 року до Опобо були відправлені кілька канонерок, вогнем яких було знищене головне місто, оборонні споруди по обидва боки річки та багато селищ . У 1889 році землі іджо були включені в Протекторат Нігерський берег . Влада перейшла британському консулу, який очолював адміністрацію протекторату.